# Amén
Amén (en hebreo: אמן ʾāmēn, en griego: ἀμήν amḗn, en arameo: ܐܡܝܢ 'amīn)
es una palabra de origen semítica que suele traducirse como «así sea», con un sentido aprobatorio, o «así es», como señal de reafirmación (por ejemplo, de la fe). Empleada en el judaísmo, posteriormente adoptada por el cristianismo y después por el islam. Esta palabra es una de las aclamaciones litúrgicas más frecuentes, y se utiliza generalmente como fórmula para concluir las oraciones.

## Significado

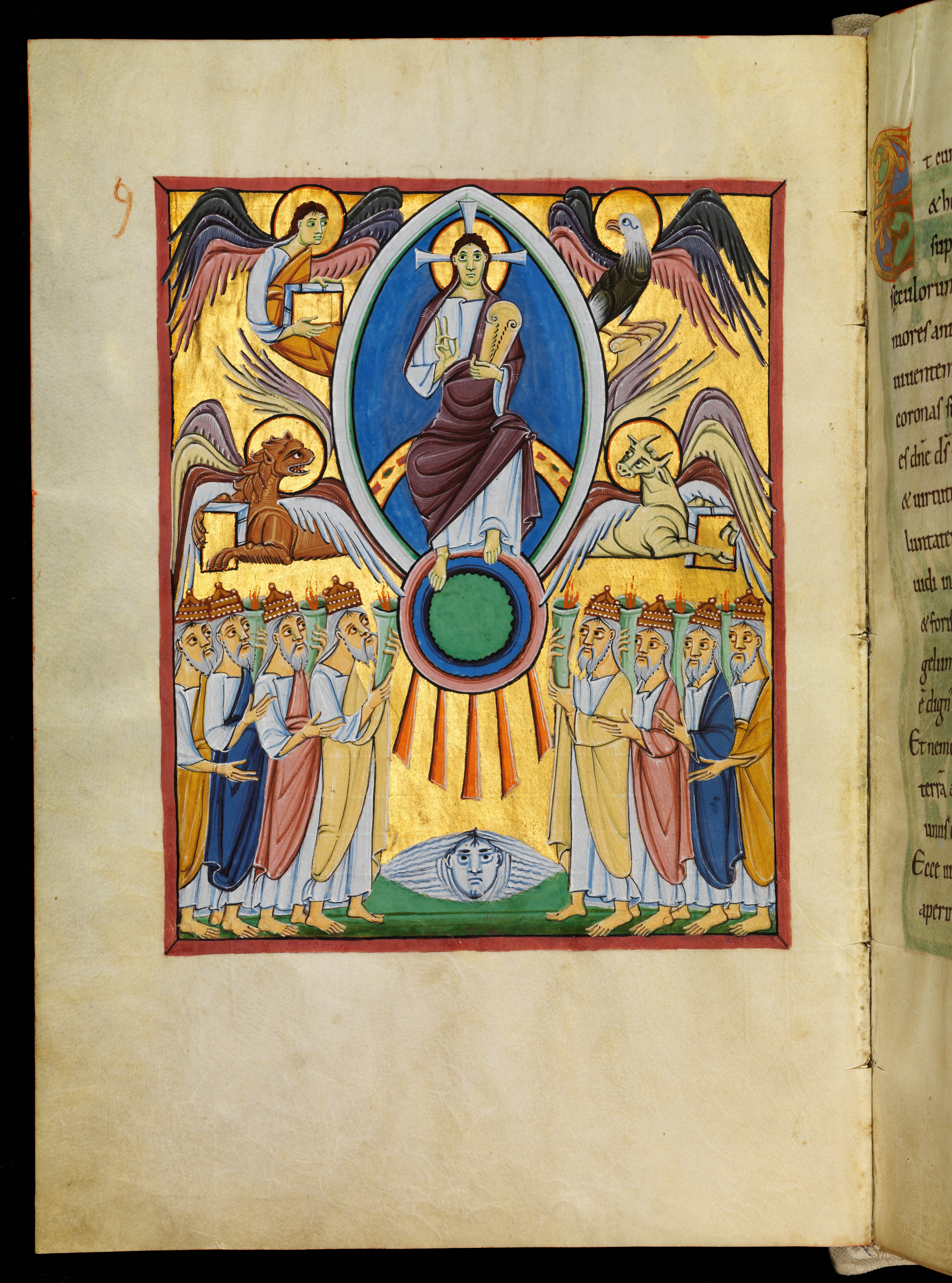
Adoración ante el trono de Dios. Del Apocalipsis de Bamberg (folio 10, verso), obra de iluminación encargada por Otón III, de ca. año 1000. La imagen refiere al pasaje del Apocalipsis: Entonces los veinticuatro Ancianos y los cuatro Vivientes se postraron y adoraron a Dios, que está sentado en el trono diciendo: «¡Amén! ¡Aleluya!» (Ap. 19:4).

El término «amén», es símbolo de confirmación y de afirmación. El significado real de la palabra es ‘en verdad’, ‘ciertamente’ o ‘que conste’.
Popularmente se le ha dado el significado de ‘así sea’, ‘palabra de Dios’ o, simplemente, ‘sí’. En efecto, la raíz de este adverbio implica firmeza, solidez, seguridad, y en hebreo es la misma que se utiliza para el vocablo «fe».
En el Talmud se indica que la palabra 'amén' es un acrónimo que se podría traducir como 'Dios, Rey en el que se puede confiar'.
Decir «amén» es proclamar que se tiene por verdadero lo que se acaba de decir, con miras a ratificar una proposición o a unirse a una plegaria. Por eso, expresado en forma conjunta o grupal en el ámbito de un servicio divino u oficio religioso también significa ‘estar de acuerdo’ con lo expresado en tal ocasión.

## Usos
El término «amén» es muy utilizado en la Biblia, y se lo usa también frecuentemente en la liturgia sinagogal y cristiana. Puede encontrarse al principio o al final de la frase.
En contraste con el uso de amén como una reafirmación posterior (es decir, al final de la oración), los evangelios sitúan a Jesucristo iniciando algunos de sus discursos con un doble «Amén, amén», en el Nuevo Testamento, frecuentemente traducido como: «En verdad, en verdad» o «De cierto, de cierto» (por ejemplo: Juan 14:12).
En el libro del Apocalipsis, Cristo es llamado «el Amén» (Apocalipsis 3:14).

## Amén en otros idiomas

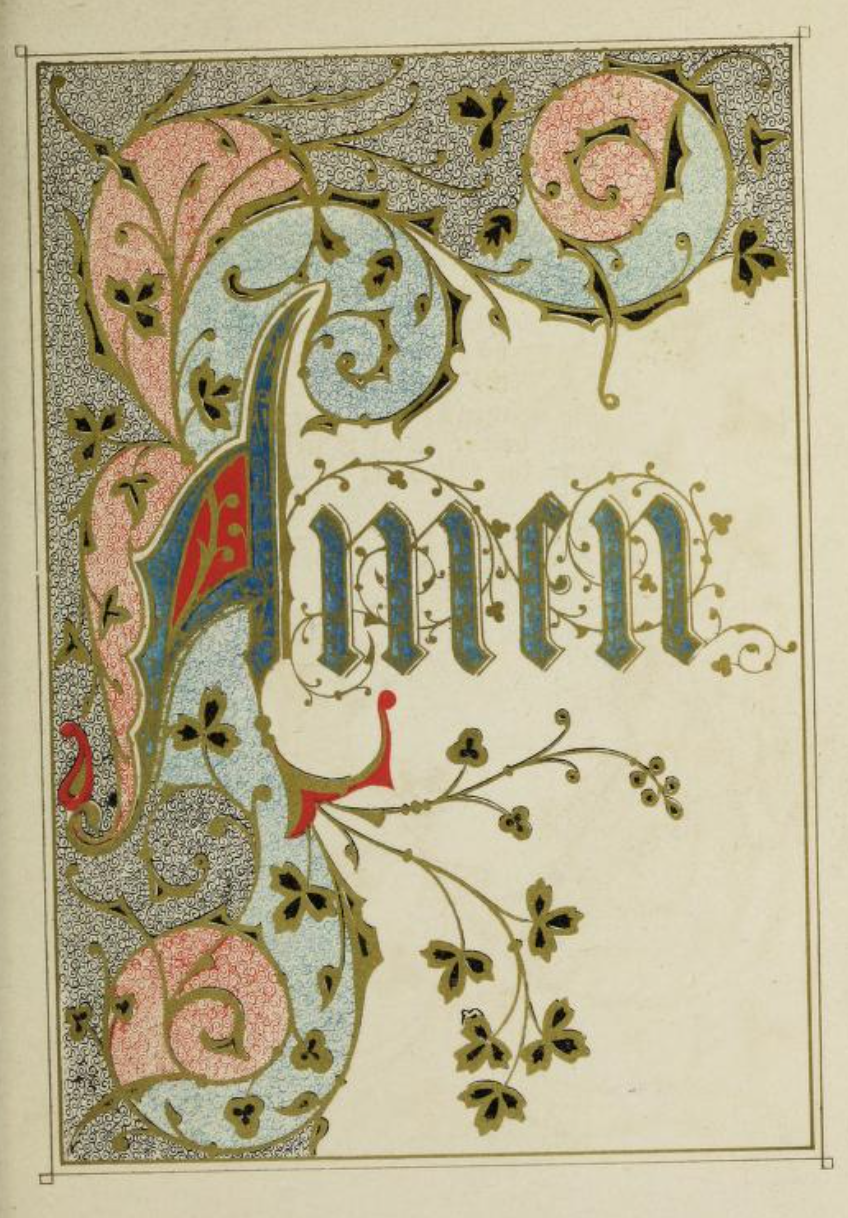
«Amén» ornamentado del libro iluminado del Sermón de la montaña diseñado por Owen Jones, publicado en 1845.

### Variantes en otros idiomas
| Variantes en otras lenguas | Variantes en otras lenguas                                              |
| -------------------------- | ----------------------------------------------------------------------- |
| Español                    | Amén                                                                    |
| Afrikáans                  | Amen                                                                    |
| Alemán                     | Amen                                                                    |
| Amhárico                   | አሜን (āmēni)                                                             |
| Árabe                      | آمين (āmīn)                                                             |
| Arameo                     | ܐܰܡܺܝܢ (ʾamīn)                                                            |
| Armenio                    | ամեն (āmen)                                                             |
| Bengalí                    | আমেন (āmēna)                                                             |
| Bielorruso                 | Амін (amin)                                                             |
| Birmano                    | အာမင် (amīn)                                                              |
| Carrier                    | 'Et ndoh honeh                                                          |
| Catalán                    | Amén                                                                    |
| Chino                      | 阿們 (āmen)                                                             |
| Coreano                    | 아멘 (amen)                                                             |
| Danés                      | Amen                                                                    |
| Divehi                     | އާމީން (āmīn)                                                              |
| Esperanto                  | Amen                                                                    |
| Filipino                   | Siya nawa                                                               |
| Euskera                    | Amen                                                                    |
| Finlandés                  | Aamen                                                                   |
| Francés                    | Amen                                                                    |
| Gallego                    | Amén                                                                    |
| Georgiano                  | ამინ (amin)                                                             |
| Griego                     | ἀμήν (amīn)                                                             |
| Guaraní                    | Taupéicha                                                               |
| Guyaratí                   | આમીન (āmīna)                                                             |
| Hebreo                     | אמן (amén)                                                              |
| Hindi                      | आमीन् (tathaastu)                                                         |
| Húngaro                    | Ámen                                                                    |
| Holandés                   | Amen                                                                    |
| Inglés                     | Amen                                                                    |
| Inuktitut                  | ᐋᒦᓐ (āmēn)                                                              |
| Italiano                   | Amen                                                                    |
| Japonés                    | アーメン (āmen)                                                         |
| Judeoespañol               | אמן (amén)                                                              |
| Kariña                     | Nainen                                                                  |
| Keke                       | Ongoma                                                                  |
| Jemer                      | អាម៉ែន (amen)                                                              |
| Komba                      | Ibamɔn                                                                  |
| Ladakhi                    | ཨ༌མེན༌༎ (amēn)                                                           |
| Latín                      | Amen                                                                    |
| Lituano                    | Amen                                                                    |
| Maorí                      | Āmene                                                                   |
| Nadëb                      | Jããm hẽ kä                                                              |
| Noruego                    | Amen                                                                    |
| Polaco                     | Amen                                                                    |
| Portugués                  | Amém                                                                    |
| Rumano                     | Amin                                                                    |
| Ruso                       | Аминь (amin')                                                           |
| Serbio                     | Амин (amin)                                                             |
| Sueco                      | Amen                                                                    |
| Tailandés                  | อาเมน (āmen)                                                            |
| Tamil                      | ஆமென் (Āmeṉ)                                                              |
| Tongano                    | ‘Ēmeni                                                                  |
| Turco                      | Âmin                                                                    |
| Ucraniano                  | Амінь (aminʹ)                                                           |
| Vietnamita                 | Amen                                                                    |
| Yidis                      | אמן (omein), escrito como en hebreo pero pronunciado de manera distinta |
| Yoruba                     | Àmín                                                                    |
| Wólof                      | Amiin                                                                   |
| Zapoteco                   | Amén                                                                    |